# Hérédité de la pairie
L’hérédité de la pairie est, dans les pays où existe une chambre haute dont les membres sont nommés à vie par la Couronne (pairs), la possibilité pour les pairs de transmettre à leurs descendants leur titre et, avec celui-ci, leur droit de participer à la conduite des affaires politiques.

## En France
Louis XVIII établit le caractère héréditaire de la pairie lors de la Seconde Restauration.
En France, la question de l’hérédité de la pairie fait l'objet de débats enflammés à l'occasion de la révision de la Charte de 1814 au moment de la fondation de la monarchie de Juillet, en août 1830.
La Charte a attribué le pouvoir législatif au parlement, composé de deux chambres : la Chambre des députés et la Chambre des pairs. Les pairs de France sont nommés par le roi de manière discrétionnaire ; mais certains d'entre eux sont héréditaires et peuvent donc transmettre leur titre à leurs descendants. La pairie constitue ainsi un troisième pouvoir, entre la couronne et la ploutocratie dans laquelle se recrutent pour l'essentiel les députés, en raison des règles censitaires. C'est un équilibre subtil, mais c'est aussi une question symbolique : l'attribution par droit de naissance d'une participation au pouvoir politique est perçue par la gauche comme une survivance insupportable de l'Ancien Régime.
En août 1830, l'opposition des républicains entend donc obtenir la modification de l'article 27 de la Charte de 1814 selon lequel : « La nomination des pairs de France appartient au roi. Leur nombre est illimité ; il peut en varier les dignités, les nommer à vie « ou les rendre héréditaires », selon sa volonté. ». 
Au Conseil des ministres du 7 août au matin, Guizot demande à Louis-Philippe si, en cas d'émeute déclenchée par un refus d'abolir l'hérédité de la pairie, il autoriserait l'emploi de la force publique ; le lieutenant général répond sans hésiter par la négative. Louis-Philippe n'aime pas les pairs, et considère que l'hérédité de la pairie ne vaut pas une nouvelle crise. Il ne mesure probablement pas pleinement l'enjeu politique de la question : si l'hérédité de la pairie est supprimée, le seul droit de naissance qui subsiste est celui de la Couronne, et il ne tardera pas à être remis en cause à son tour comme une survivance incongrue de l'Ancien Régime. Pour le roi, la pairie héréditaire est un anachronisme, contraire à l'évolution des mœurs et des esprits : les Français, estime-t-il, détestent l'aristocratie. Lui-même ne se sent pas concerné par ce débat car, à ses yeux, il va de soi que les rois sont d'une autre nature que les nobles.
Le Conseil des ministres adopte d'abord une solution de moyen terme : la révision de l'article 27 de la Charte sera renvoyée à la session de 1831. Casimir Perier, qui devient président du Conseil en 1831, est personnellement hostile à l'abolition de l'hérédité de la pairie, mais il sait que ce serait un combat perdu d'avance et il ne cherche même pas à l'engager : le 27 août 1831, il présente à la Chambre des députés le projet de réforme de l'article 23 de la Charte de 1830 élaboré par le gouvernement avec l'accord de Louis-Philippe : la pairie devient viagère mais reste à la libre nomination du roi. Pour empêcher tout rétablissement de l'hérédité de la pairie, il est précisé que cette réforme ne pourra pas être révisée à l'avenir.
Le 19 septembre, Bérenger présente à la Chambre le rapport de la commission que celle-ci a désignée pour étudier le problème. Elle s'écarte du projet du gouvernement en conditionnant la prérogative de nomination du roi, qui ne peut choisir que parmi certaines catégories de notables ayant exercé de hautes fonctions (« capacités ») ou payant au moins 5 000 francs de contributions directes.
Une discussion animée se déroule pendant la première quinzaine d'octobre. Thiers, Royer-Collard, Guizot et Berryer interviennent tour à tour pour défendre l'hérédité de la pairie :
- Thiers se réfère à l'exemple anglais et voit, dans la société, deux intérêts : celui du progrès, représenté par une assemblée démocratique, et celui de la conservation, représenté par une assemblée aristocratique.
- Royer-Collard met en garde contre une évolution démocratique qui finira par emporter la royauté : « La démocratie sera bientôt la démocratie pure. [...] Avec l'hérédité tombe la pairie, avec la pairie peut-être la royauté héréditaire[4]. »
- Guizot souligne le rôle de la Chambre des pairs comme pouvoir médiateur, modérateur et conservateur indispensable au gouvernement représentatif, et cherche à montrer que l'hérédité de la pairie est indispensable pour bien remplir cette fonction.
- Berryer fait valoir l'inconséquence du gouvernement qui, tout en réprimant dans la rue l'agitation républicaine (V. Monarchie de Juillet), propose de lui faire une dangereuse concession en supprimant l'un des derniers remparts du régime contre ses excès.

Les partisans de l'hérédité font en outre observer que, sous Charles X, la Chambre des pairs, loin de seconder les tendances les plus réactionnaires du gouvernement, s'est au contraire efforcée de les contrecarrer, empêchant notamment le rétablissement du droit d'aînesse et défendant la liberté de la presse.
Les adversaires de l'hérédité de la pairie se situent sur le terrain des principes : pour eux, l'hérédité est un privilège devenu injustifiable et odieux. De plus, ils font valoir que, depuis 1814, peu de pairs ont encore transmis leur titre et que, si la Chambre des pairs a rendu service à la cause libérale, on ne saurait l'imputer à son élément héréditaire.
En définitive, le 10 octobre 1831, la Chambre des députés adopte l'abolition perpétuelle de l'hérédité de la pairie, par une large majorité de 324 voix contre 26.
Ce premier principe posé, les députés règlent les modalités de désignation des pairs. Ils rejettent la proposition du gouvernement (liberté complète du roi) et retiennent le système de la commission en abaissant toutefois le « cens de nomination » à 3.000 francs d'impôts directs. L'ensemble du projet est adopté le 18 octobre par 386 voix contre 40.
L'issue des débats à la Chambre des pairs est plus incertaine. Le 19 novembre, le gouvernement fait donc nommer par le roi une « fournée » de 36 pairs viagers favorables à la réforme, parmi lesquels les généraux Drouet d'Erlon, Drouot, Mathieu Dumas, Exelmans, Flahaut, Pajol, Roguet, de Ségur, l'amiral Jacob, le duc de Bassano, Taillepied de Bondy, le prince de la Moskowa, le fils du général Foy. Grâce à cette manœuvre, le texte voté par les députés, présenté à la Chambre des pairs le 22 octobre, est adopté par celle-ci le 28 décembre par 102 voix contre 68.
Le jeune républicain Louis Blanc saisit toute la portée du texte qui vient d'être voté : « Vous ne comprenez pas, dit-il à Odilon Barrot, leader de l'opposition dynastique, que la royauté a besoin pour vivre d'avoir autour d'elle une classe qui ait le même intérêt ou, si vous voulez, le même privilège à défendre. Sachez-le bien : la république est au bout de votre système. »
Le duc de Broglie va dans le même sens, dans ses Souvenirs : « Dans un pays comme le nôtre, dans un pays d'égalité légale et presque sociale, abolir, coûte que coûte, le peu qui restait d'hérédité, c'était démonétiser d'avance toutes les distinctions concevables et laisser la royauté, seule de son espèce, livrée, dans la nudité de son isolement, au flot montant de la démocratie. »